# Google Street View

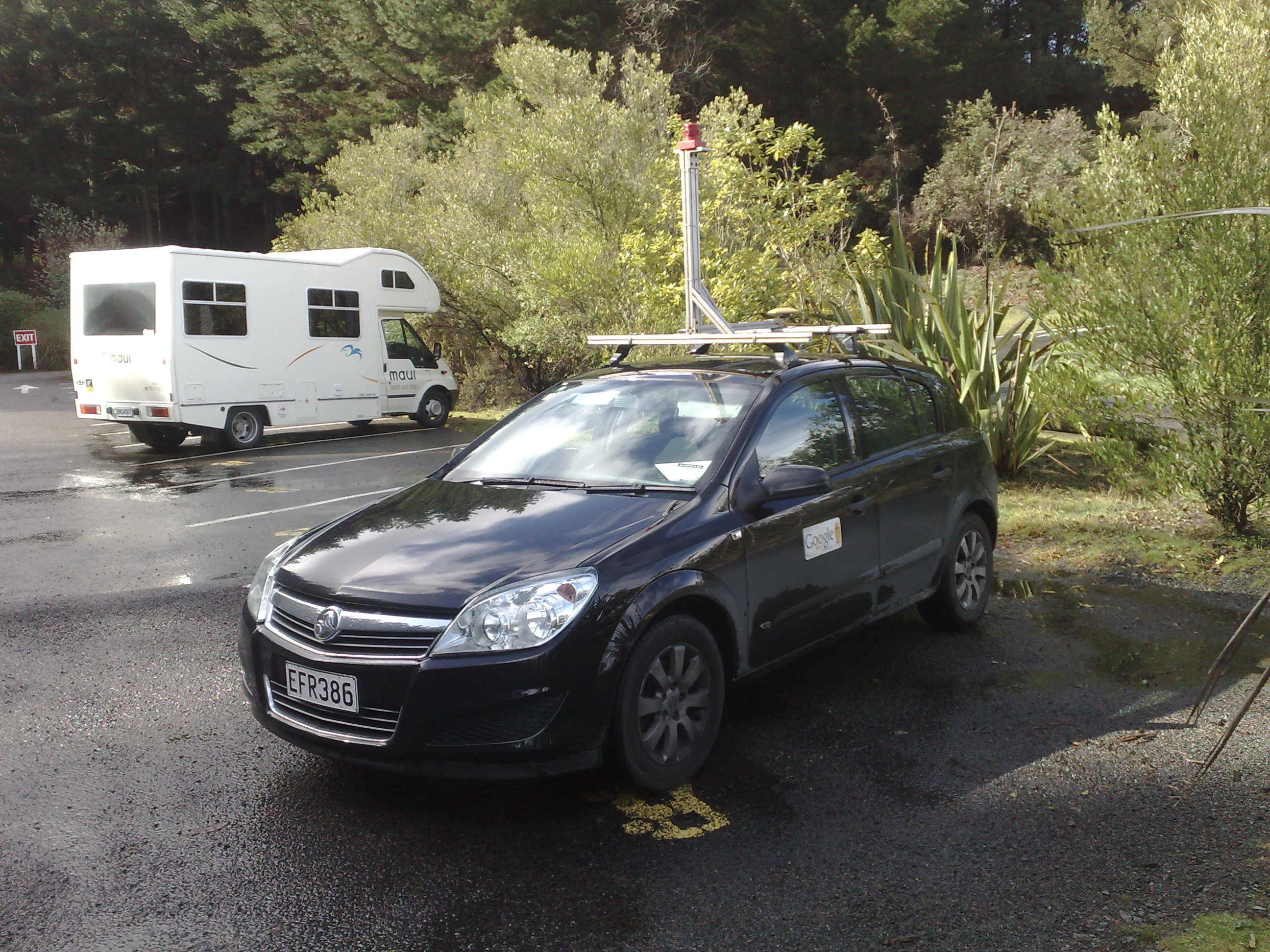
Samochód Google Street View w Nowej Zelandii

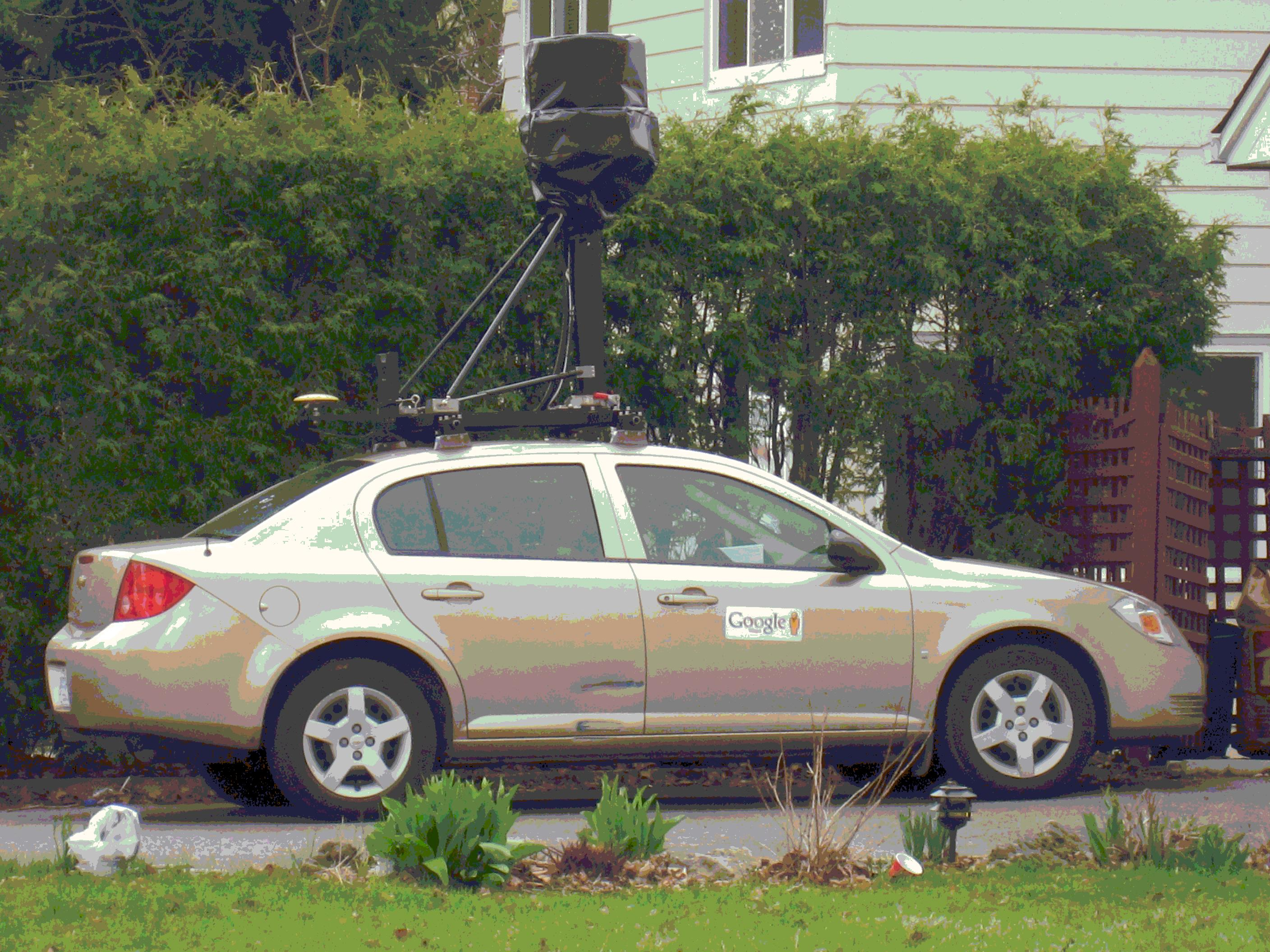
Samochód Google Street View w Ontario

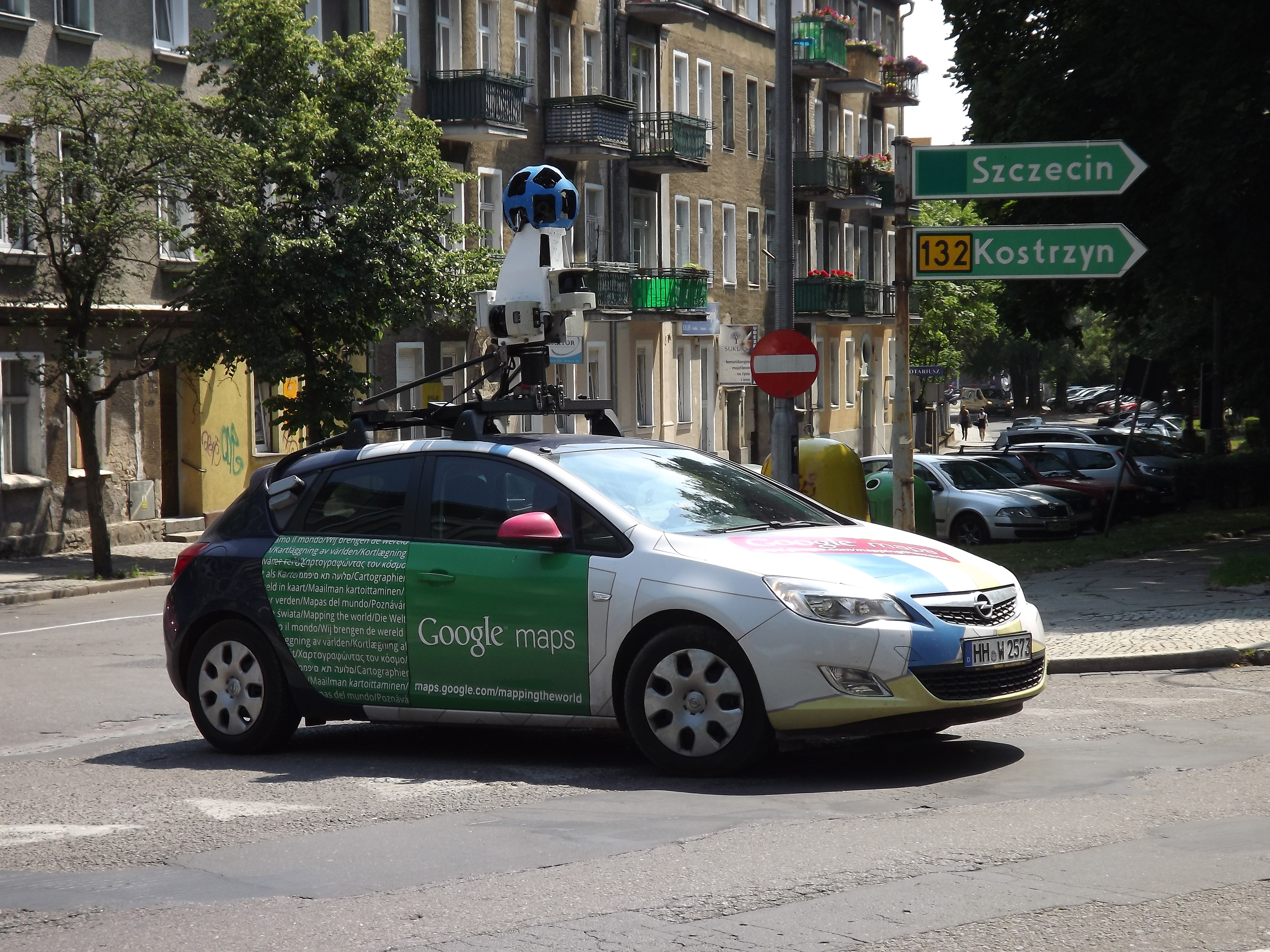
Samochód Google Street View w Polsce (Gorzów Wielkopolski)

Google Street View – funkcja Google Maps i Google Earth, która zapewnia panoramiczne (prawie cała sfera) widoki z poziomu ulicy i pozwala użytkownikom na wyświetlanie wybranych części świata. 
Gra wideo GeoGuessr bazuje na zdjęciach z Google Street View.

## Historia
Funkcja ta jest dostępna od dnia 25 maja 2007 i początkowo obejmowała tylko pięć amerykańskich miast: San Francisco, Las Vegas, Denver, Miami, Nowy Jork, do których w kolejnych miesiącach dołączyły kolejne.
Z okazji odbywającego się w lipcu 2008 roku wyścigu Tour de France w usłudze Street View znalazły się poszczególne etapy wyścigu. Od sierpnia 2008 roku dostępne są również zdjęcia Japonii i Australii oraz w późniejszym okresie Nowej Zelandii. Od października 2008 są dostępne cztery miasta hiszpańskie i cztery miasta włoskie. 18 marca 2009 roku zostały w usłudze udostępnione większe miasta w Wielkiej Brytanii i Holandii. 18 sierpnia 2009 udostępniono widoki ze Szwajcarii i kilku miast w Portugalii. Od 7 października 2009 można oglądać widoki z ośmiu miast w Czechach.
Do grudnia 2009 dołączyły zdjęcia wielu miejsc w następujących krajach: Stany Zjednoczone, Wielka Brytania, Czechy, Francja, Włochy, Meksyk, Holandia, Portugalia, Hiszpania, Szwajcaria, Kanada, Japonia, Tajwan, Singapur, Australia i Nowa Zelandia.
Na początku działania usługi zdjęcia do Google Street View zostały zrobione z poziomu ulicy przez kamery zamontowane na samochodach. Później wprowadzono także inne pojazdy: trójkołowy rower, wózek pchany przez operatora, skuter śnieżny, czy zwierzę – wielbłąda a także urządzenie noszone przez człowieka na plecach, dzięki czemu dostępne są panoramy z budynków, gór, parków i innych miejsc, do których nie ma dostępu zwykłym samochodem. Do poruszania się używa się klawiszy strzałek na klawiaturze i myszy, aby zmienić kierunek i kąt. Wzdłuż ulic wyświetlane są linie pomocnicze wskazujące możliwy kierunek dalszego poruszania.

## Zasięg usług

Pokrycie pełne
Pokrycie częściowe
Pokrycie planowane (oficjalnie)
Pokrycie planowane (nieoficjalnie)
Tylko wybrane siedziby firm lub atrakcje turystyczne
Tylko wybrane siedziby firm
Brak pokrycia

Pokrycie pełne
     Pokrycie częściowe
     Pokrycie planowane (oficjalnie)
     Pokrycie planowane (nieoficjalnie)
     Tylko wybrane siedziby firm lub atrakcje turystyczne
     Tylko wybrane siedziby firm
     Brak pokrycia

## Kontrowersje

### Japonia
Grupa dziennikarzy, profesorów i prawników zwróciła się do japońskiego oddziału Google z żądaniem usunięcia usługi Street View.
Uważają oni, że łamie ona w sposób zasadniczy prawo ludzi do prywatności.
Władze Tokio i Osaki jednocześnie zwróciły się do władz państwa o podjęcie prawnych kroków, żeby ustrzec się przed Google Street View i innych tego typu usług w przyszłości. Obecnie stosowane metody uniemożliwiające identyfikację osób nie znalazły uznania u Japończyków, których prawo w tej kwestii jest o wiele surowsze niż amerykańskie. Google podporządkowało się żądaniom.

### Wielka Brytania
Brytyjska organizacja Privacy International skierowała oficjalną skargę do komisarza ds. informacji (Information Commissioner). Skargę oparto na 200 zgłoszeniach od osób, które zidentyfikowały się na zdjęciach widocznych w sieci. Privacy International domaga się zamknięcia brytyjskiej wersji Street View do czasu, aż sytuacja zostanie ostatecznie wyjaśniona.

### Stany Zjednoczone
Miasto North Oaks w stanie Minnesota jest prywatną własnością, łącznie z drogami, po których nie można się poruszać bez pozwolenia, chociaż nie ma tam żadnych bram. Władze miasta zażądały usunięcia wszystkich obrazów miasta dostępnych w ramach usługi Street View, w przeciwnym razie zagroziły konsekwencjami za wtargnięcie na teren prywatny. Google podporządkowało się żądaniom.

### Problemy związane z prywatnością
Wysoka rozdzielczość zdjęć (można było rozpoznać na nich twarze sfotografowanych osób) wywołała zarzuty o pogwałcenie prywatności przez Google. Na obecnie publikowanych zdjęciach twarze przechodniów są rozmyte.
W 2010 poinformowano o zbieraniu danych z otwartych sieci Wi-Fi przez samochody Street View. Google było w posiadaniu 300 GB informacji, jakie te sieci wysyłały oraz pobierały, pochodzące z ponad trzydziestu krajów. Firma tłumaczyła się błędem w kodzie.